# Flandres (film)
Pour les articles homonymes, voir Flandre.
Pour plus de détails, voir Fiche technique et Distribution.
Flandres est un film français réalisé par Bruno Dumont et sorti en France le 30 août 2006.

## Scénario
Bruno Dumont déclare s'être inspiré de récits de destruction de la ville de Bailleul pendant les deux guerres mondiales, comme d'un documentaire sur la guerre d'Algérie afin de représenter une scène de viol, et d'images de la guerre d'Afghanistan et de la guerre d'Irak : « De la guerre, on reçoit chaque jour des images. J'avais envie de les rendre, en les modifiant. Mon projet est d'aller vers une guerre primitive, essentielle. Je doute beaucoup de la culture, alors je l'asticote ».

## Synopsis
C'est l'hiver, dans les Flandres, Demester et d'autres jeunes du pays vivent de façon extrêmement frugale sur leurs fermes, se retrouvant dans la nature pour faire l'amour ou des randonnées sans but. Demester est amoureux de Barbe, son amie d'enfance. Il supporte avec détachement ses mœurs étranges et ses amants. Avec deux amis proches, il est appelé comme soldat dans un pays qui n'est pas nommé (mais qui suggère l'Irak, ou encore l'Afghanistan). Dans l'attente du retour des deux hommes qu'elle aime, Barbe dépérit. Quant à Demester, il se transforme en guerrier, traversant avec une indifférence qui ne se relâchera jamais les combats meurtriers, le viol, la barbarie. De son côté, Barbe finit par s'effondrer, elle séjourne en hôpital psychiatrique. Demester sera le seul à revenir au pays.

## Fiche technique
- Réalisation : Bruno Dumont
- Scénario : Bruno Dumont
- Photographie : Yves Cape
- Montage : Guy Lecorne
- Costumes : Cédric Grenapin
- Maquillage : Nathalie Rigaud
- Producteurs : Rachid Bouchareb, Jean Bréhat, Muriel Merlin, Michèle Grimaud et Abdellaziz Ben Mlouka
- Sociétés de production : 3B Productions, Arte France Cinéma, C.R.R.A.V, Soficinéma, Cofinova 2
- Sociétés de distribution : Tadrart Films (France)
- Pays d'origine :  France
- Langue : français
- Format : 2.35
- Genre : drame, guerre
- Durée : 90 minutes
- Date de sortie : Belgique: 25 avril 2007
- Film interdit aux moins de 12 ans lors de sa sortie en France

## Distribution
- Samuel Boidin : André Demester
- Adélaïde Leroux : Barbe
- Henri Cretel : Blondel
- Jean-Marie Bruveart : Briche
- David Poulain : Leclercq
- Patrice Venant : Mordac
- David Legay : Lieutenant
- Inge Decaesteker : France
- David Dewaele : le copain[2]

## Distinctions
- Grand prix du festival de Cannes 2006

## Accueil critique
Télérama indique que « Bruno Dumont donne à la fois une ampleur et une simplicité nouvelles à sa vision d’une humanité toujours dans l’épreuve [...]. Et à ses personnages, si dépouillés, un retentissement impressionnant. Il fait d’eux les figures d’un monde et d’une guerre sans âge, qui dépassent largement notre actualité ».
La Voix du Nord « s’incline devant la hauteur philosophique et la beauté picturale de films comme L’Humanité ou Flandres ».
La Libre Belgique, en revanche, résume le film ainsi : "Deux mâles homo sapiens sapiens de Flandres partent à la guerre. L'un revient, l'autre pas. Quel impact sur la femelle ? Bruno Dumont observe l'expérience avec sa caméra. Désincarné."